# Тойшибеков, Макен Молдабаевич
Макен Молдабаевич Тойшибеков (Мәкен Молдабайұлы Тойшыбеков) — советский и казахстанский учёный в области животноводства, доктор сельскохозяйственных наук (1987), профессор (1995), академик НАН РК (2003).

## Биография
Родился 8 апреля 1938 года в селе Большой Дихан Уйгурского района Алма-Атинской области.
Окончил Алма-Атинский зооветеринарный институт (1961) и его аспирантуру (1964), в 1965 г. защитил кандидатскую диссертацию на тему «Особенности развития помесных тонкорунных ягнят разных сезонов рождения».
С 1964 г. работает в Институте экспериментальной биологии им. Ф. М. Мухамед-Галиева: младший научный сотрудник, учёный секретарь, зав. лабораторией, с 1994 г. директор.
Председатель Высшего научно-технического Совета при Правительстве Республики Казахстан (ВНТС) (1999—2006). Председатель координационного совета по биотехнологии и генетики животных при МСХ РК (2001—2005). Заместитель председателя экспертного Совета с/х и ветеринарных наук ВАК РК (2005—2007).
Впервые применил метод межпородной трансплантации эмбрионов для получения полноценного потомства от зарубежных пород овец, трудно акклиматизирующихся в природно-климатических условиях Казахстана. Полученные бараны-трансплантаты интенсивно использовались в создании новой казахской полутонкорунной породы мясошерстных овец.
Автор 170 научных статей, 4 монографий, получил 6 авторских свидетельств на изобретения. Автор «Инструкции по криоконсервации и трансплантации эмбрионов сельскохозяйственных животных» (2005).
Доктор сельскохозяйственных наук (1987), профессор (1995), член-корреспондент АН КазССР (1989), академик НАН РК (2003). Докторская диссертация:
- Трансплантация эмбрионов в овцеводстве : диссертация … доктора сельскохозяйственных наук : 06.02.01. — Алма-Ата, 1986. — 318 с. : ил.

Сочинения:
- Изменчивость постнатального онтогенеза и продуктивности мясо-шерстных овец / М. М. Тойшибеков. — Алма-Ата : Наука, 1983. — 172 с. : ил.; 21 см.
- Использование метода трансплантации эмбрионов в овцеводстве : (Информ. обеспечение науч.-техн. прогр.) : [Аналит. обзор] / М. М. Тойшибеков; Каз. НИИ НТИ и техн.-экон. исслед. — Алма-Ата : КазНИИНТИ, 1988. — 66,[2] с.; 20 см.

Жена — Байназарова Ботагоз Жакупжановна (1939—1999), к.м.н., доцент; сын Ержан, 1969 г.р. — доктор биологических наук, дочь Алия, 1978 г.р., преподаватель КазГАУ.